# Magstadt
Magstadt ist eine Gemeinde im Landkreis Böblingen, die zwischen Sindelfingen und Renningen liegt.

## Geografie

### Lage und Gemeindegliederung
Magstadt liegt am Rande des Gäus und am westlichen Rand des Glemswalds. Durch den Ort fließt der Planbach, der ab der Gemarkungsgrenze Magstadt/Renningen Rankbach genannt wird.
Zu Magstadt gehören Dorf Magstadt, die Höfe Grundhof und Talmühle und das Haus Talziegelei.

### Schutzgebiete
Östlich von Magstadt liegt das Naturschutzgebiet Oberes Hölzertal. Der östliche Teil des Stadtgebiets gehört zum Landschaftsschutzgebiet Glemswald. Nördlich der Stadt liegt das Landschaftsschutzgebiet Ratberg mit Umgebung. Die Gemeinde hat überdies Anteile an den FFH-Gebieten Glemswald und Stuttgarter Bucht und Gäulandschaft an der Würm.

## Geschichte

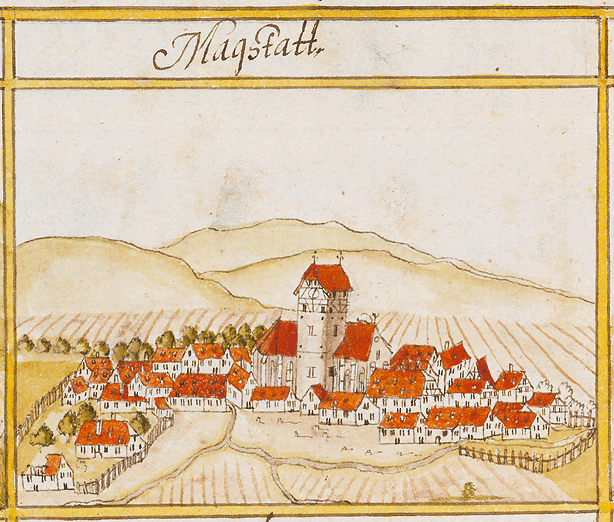
Magstadt im Forstlagerbuch von Andreas Kieser, 1681

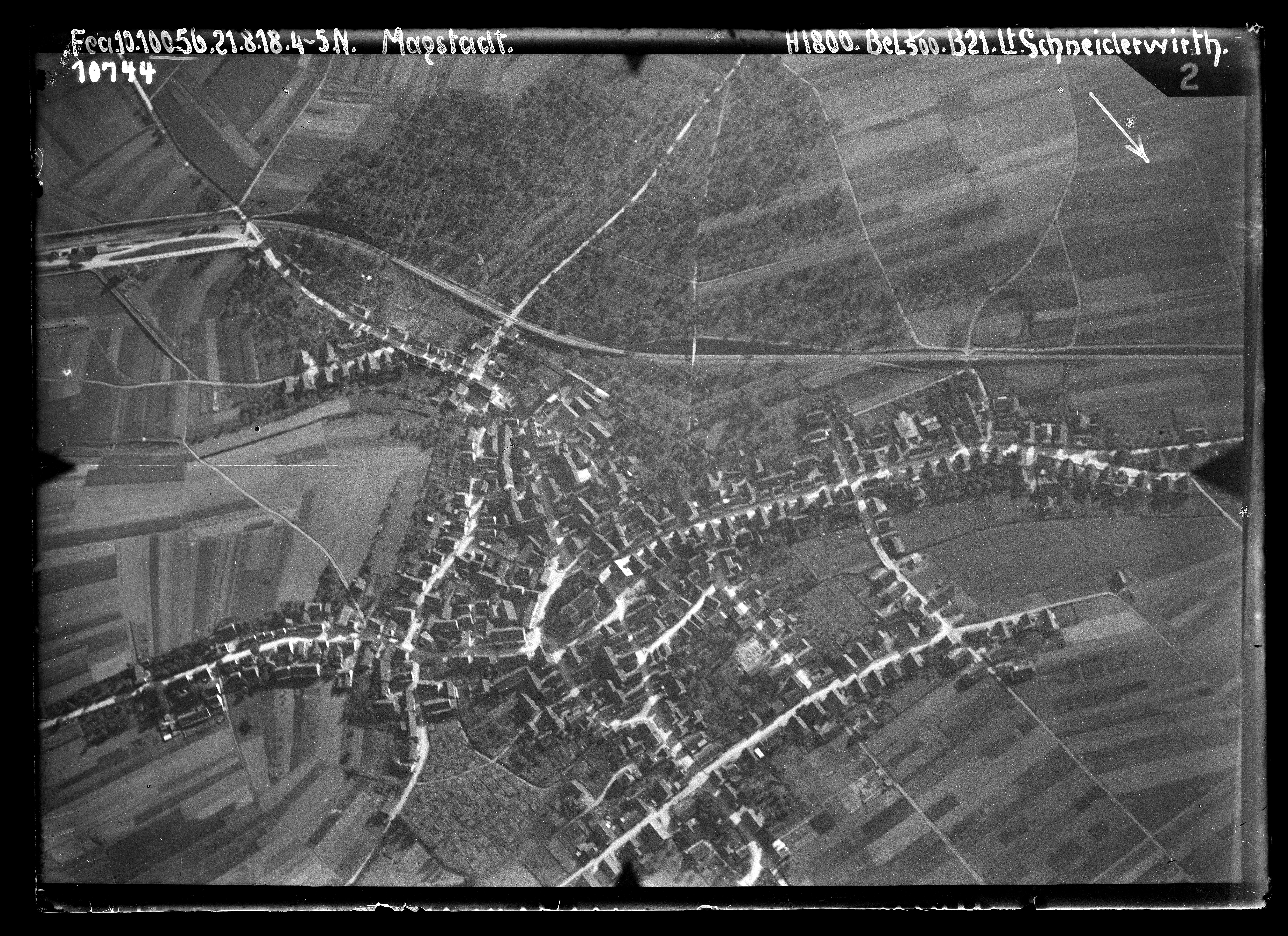
Luftbild von Magstadt, August 1918

### Mittelalter
Magstadt wurde erstmals 1110 in einer Urkunde des Klosters Hirsau genannt. Der Ort unterstand damals den Markgrafen von Hildrizhausen, die ihn später an die Markgrafen von Tübingen abtraten. Über die Herren von Weißenstein, die Herren von Roßwag und die Herren von Börstingen kam Magstadt 1308 an die Grafschaft Württemberg.

### Württembergische Zeit
Bis zur Reformation gehörte die Magstadter Pfarrei zum Landkapitel Weil der Stadt im Archidiakonat Trinitatis des Bistums Speyer. 1534 setzte Herzog Ulrich die Reformation in Württemberg durch. Im Dreißigjährigen Krieg „schrumpfte die Einwohnerzahl in Magstadt auf ein Minimum“. Lange Zeit gehörte Magstadt zum Amt Leonberg, ab 1767 jedoch zum Oberamt Böblingen, bei dem es auch nach Gründung des Königreichs Württemberg 1806 blieb. 1817 wurde Magstadt das Marktrecht gewährt.
1850 hatte Magstadt 2207 evangelische und zwei katholische Einwohner, die in 236 Haupt- und 185 Nebengebäuden lebten und arbeiteten.
Im Weltkriegsjahr 1915 war die Eisenbahnstrecke zwischen Böblingen und Magstadt betriebsbereit und stellte somit den Anschluss an das Streckennetz der Württembergischen Staatsbahnen her.
Im Jahr 1927 ließen sich in Magstadt zwei Industriebetriebe nieder: die Malzfabrik Dr. Karl Flik und das Pflanzensaftwerk Schoenenberger, wobei Letzteres noch heute besteht.

### NS-Zeit
Bei der Verwaltungsreform während der NS-Zeit in Württemberg gelangte Magstadt 1938 zum Landkreis Böblingen.

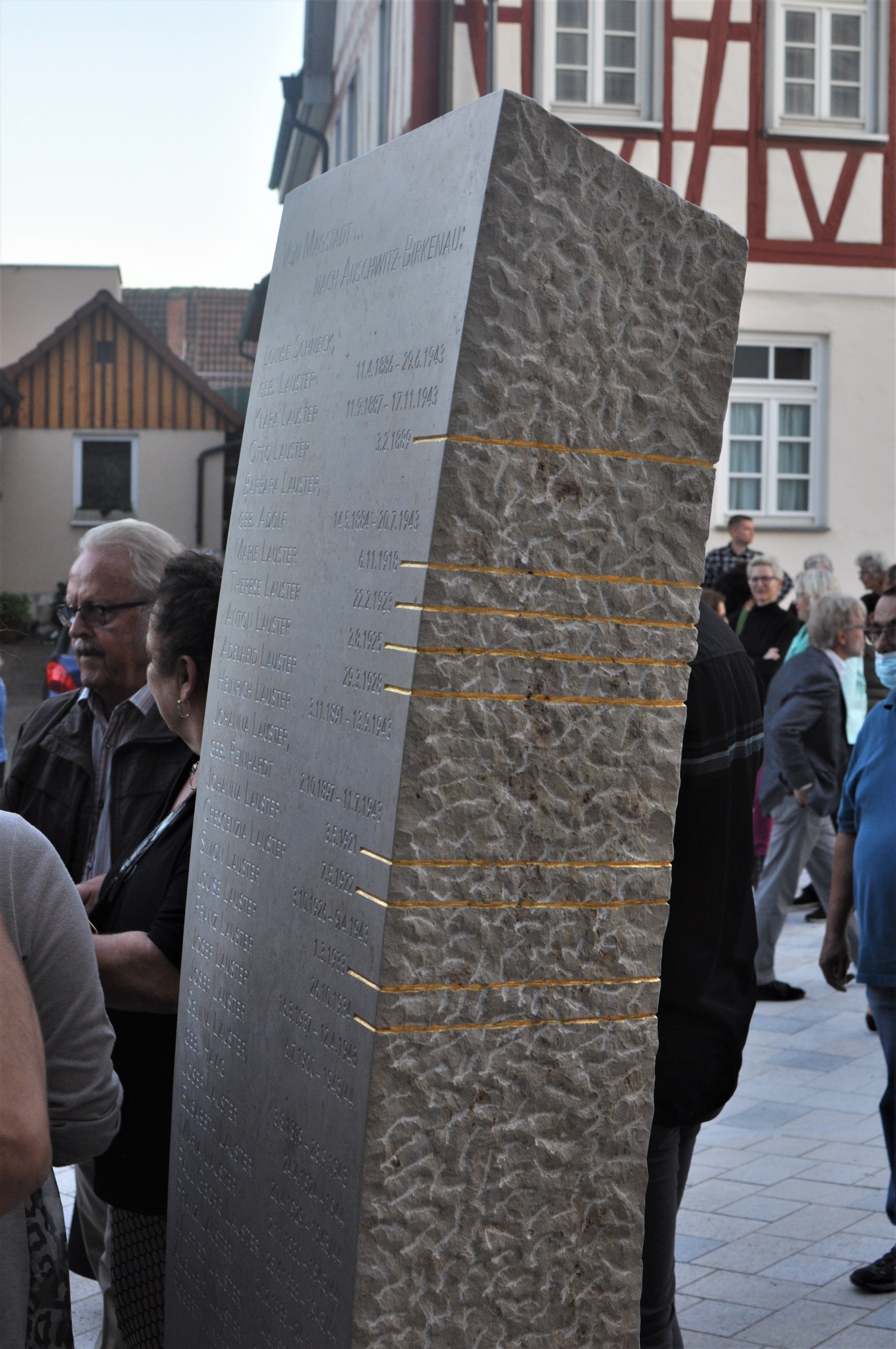
Mahnmal zur Erinnerung an die deportierten Magstadter Sinti

Am 15. März 1943 deportierten lokale Polizisten wie andernorts auch 26 Magstadter Sinti, teils vom Arbeitsplatz bei Daimler, nach Auschwitz-Birkenau. Von den 26 Sinti kehrten nur 9 aus Konzentrationslagern nach Magstadt zurück. Das jüngste Opfer war 18 Monate alt. Am 24. September 2021 wurde für die ermordeten und verfolgten Magstadter Sinti ein vor allem aus zwei Stelen bestehendes Mahnmal enthüllt. Es wurde von der Steinbildhauerin Carla Mausch geschaffen, die im Entwurfsstadium Magstadter Sinti einbezog. In den Jahrzehnten zuvor „gedachte man in der Gemeinde nur der gefallenen Soldaten und der zivilen Opfer des Bombenangriffes vom 10. September 1944“.
Im Zweiten Weltkrieg wurden große Teile des Ortskerns von Magstadt durch alliierte Bomberangriffe zerstört. Am 20. April besetzten französische Truppen Magstadt. In der folgenden Nacht kam es zu einer Vergewaltigungsserie durch marokkanische Soldaten, die französischen Offiziere schritten nicht ein.

### Nachkriegszeit
Da Magstadt nach dem Zweiten Weltkrieg Teil der Amerikanischen Besatzungszone geworden war, gehörte die Gemeinde seit 1945 zum neu gegründeten Land Württemberg-Baden, das 1952 im jetzigen Bundesland Baden-Württemberg aufging.
Beim Wiederaufbau des zerstörten Ortskerns entstand östlich der Kirche ein neuer Marktplatz.

### Einwohnerentwicklung
Die Einwohnerzahlen sind Schätzungen, Volkszählungsergebnisse (*) oder amtliche Fortschreibungen der jeweiligen Statistischen Ämter (nur Hauptwohnsitze). Zahlen seit 1871 vom Statistischen Landesamt Baden-Württemberg.
| Jahr                 | Einwohner |
| -------------------- | --------- |
| 1525                 | 0500      |
| 1634                 | 0800      |
| 1655                 | 0400      |
| 1850                 | 2209      |
| 1. Dezember 1871 *   | 2027      |
| 1. Dezember 1880 *   | 2160      |
| 1. Dezember 1890 *   | 2127      |
| 1. Dezember 1900 *   | 1994      |
| 1. Dezember 1910 *   | 2130      |
| 16. Juni 1925 *      | 2320      |
| 16. Juni 1933 *      | 2452      |
| 17. Mai 1939 *       | 2784      |
| 13. September 1950 * | 3965      |

| Jahr              | Einwohner |
| ----------------- | --------- |
| 6. Juni 1961 *    | 5114      |
| 27. Mai 1970 *    | 6982      |
| 31. Dezember 1975 | 7969      |
| 31. Dezember 1980 | 7973      |
| 27. Mai 1987 *    | 7585      |
| 31. Dezember 1990 | 8233      |
| 31. Dezember 1995 | 8616      |
| 31. Dezember 2000 | 8989      |
| 31. Dezember 2005 | 8930      |
| 31. Dezember 2010 | 8793      |
| 31. Dezember 2015 | 9323      |
| 31. Dezember 2020 | 9671      |

## Politik

### Bürgermeister
- 1902–1933: Ernst Wilhelm Bissinger (seit 1930 mit der Amtsbezeichnung Bürgermeister, davor Schultheiß)
- 1933–1945: Alfred Stumpf
- 1945–1948: Robert Burkhardt
- 1948–1986: Erich Bohlinger
- 1986–2001: Hans Benzinger
- 2001–2018: Hans Ulrich Merz
- seit 2018: Florian Glock (FDP)[13][14]

### Gemeinderat
Der Gemeinderat in Magstadt besteht aus den 18 gewählten ehrenamtlichen Gemeinderäten und dem Bürgermeister als Vorsitzenden, der ebenfalls stimmberechtigt ist.
Die Kommunalwahl am 9. Juni 2024 führte zu folgendem Ergebnis.
| Parteien und Wählergemeinschaften | Parteien und Wählergemeinschaften           | % 2024  | Sitze 2024 |        | % 2019 | Sitze 2019 | Kommunalwahl 2024 %403020100 35,03 %24,12 %23,97 %16,85 % FLMFWCDUSPDGewinne und Verlusteim Vergleich zu 2019 %p 8 6 4 2 0 −2 −4 −6+2,33 %p−2,88 %p+6,27 %p−5,75 %pFLMFWCDUSPD |
| FLM                               | Freie Liste Magstadt                        | 35,03   | 7          | 32,7   | 6      |            | Kommunalwahl 2024 %403020100 35,03 %24,12 %23,97 %16,85 % FLMFWCDUSPDGewinne und Verlusteim Vergleich zu 2019 %p 8 6 4 2 0 −2 −4 −6+2,33 %p−2,88 %p+6,27 %p−5,75 %pFLMFWCDUSPD |
| FW                                | Freie Wähler Magstadt                       | 24,12   | 4          | 27,0   | 5      |            | Kommunalwahl 2024 %403020100 35,03 %24,12 %23,97 %16,85 % FLMFWCDUSPDGewinne und Verlusteim Vergleich zu 2019 %p 8 6 4 2 0 −2 −4 −6+2,33 %p−2,88 %p+6,27 %p−5,75 %pFLMFWCDUSPD |
| CDU                               | Christlich Demokratische Union Deutschlands | 23,97   | 4          | 17,7   | 3      |            | Kommunalwahl 2024 %403020100 35,03 %24,12 %23,97 %16,85 % FLMFWCDUSPDGewinne und Verlusteim Vergleich zu 2019 %p 8 6 4 2 0 −2 −4 −6+2,33 %p−2,88 %p+6,27 %p−5,75 %pFLMFWCDUSPD |
| SPD                               | Sozialdemokratische Partei Deutschlands     | 16,85   | 3          | 22,6   | 4      |            | Kommunalwahl 2024 %403020100 35,03 %24,12 %23,97 %16,85 % FLMFWCDUSPDGewinne und Verlusteim Vergleich zu 2019 %p 8 6 4 2 0 −2 −4 −6+2,33 %p−2,88 %p+6,27 %p−5,75 %pFLMFWCDUSPD |
| Gesamt                            | Gesamt                                      | 100     | 18         | 100    | 18     |            | Kommunalwahl 2024 %403020100 35,03 %24,12 %23,97 %16,85 % FLMFWCDUSPDGewinne und Verlusteim Vergleich zu 2019 %p 8 6 4 2 0 −2 −4 −6+2,33 %p−2,88 %p+6,27 %p−5,75 %pFLMFWCDUSPD |
| Wahlbeteiligung                   | Wahlbeteiligung                             | 57,30 % | 57,30 %    | 55,4 % | 55,4 % |            | Kommunalwahl 2024 %403020100 35,03 %24,12 %23,97 %16,85 % FLMFWCDUSPDGewinne und Verlusteim Vergleich zu 2019 %p 8 6 4 2 0 −2 −4 −6+2,33 %p−2,88 %p+6,27 %p−5,75 %pFLMFWCDUSPD |

### Wappen und Flagge
Wappen

| Wappen der Gemeinde Magstadt | Blasonierung: „In Silber (Weiß) über grünem Dreiberg der grüne Großbuchstabe M, darüber das grüne Fleckenzeichen in Form des umgekehrten Buchstabens S.“ |
| Wappen der Gemeinde Magstadt | Wappenbegründung: Die auf den Ortsnamen hinweisenden Buchstaben M und S erscheinen zuerst in einem Fleckensiegel von 1617 unter einem fünfstrahligen Stern. 1878 hat der Gemeinderat diese ineinander verschlungenen Buchstaben zum Ortswappen erklärt, doch traten um die Wende zum 20. Jahrhundert Gemeindesiegel mit den wohl auf einem Missverständnis beruhenden Buchstaben SS auf. Das Hin und Her fand schließlich ein Ende, als die Württembergische Archivdirektion in Stuttgart der Gemeinde den Vorschlag unterbreitete, die auf den Marksteinen im Kieserschen Forstlagerbuch von 1681 abgebildeten Fleckenzeichen, nämlich das M mit dem umgekehrten S zu kombinieren: im blauen Feld das schwarze M und darüber das silberne umgekehrte S. Im Auftrag des Gemeinderats wurden dann 1927 etliche Entwürfe angefertigt. Nach langen Diskussionen sprach man sich schließlich für die Buchstabenkombination aus, aber in Grün auf weißem (silbernem) Grund, mit einem sogenannten Dreiberg als Versinnbildlichung des Ratbergs darunter. Der Magstadter Kunstmaler Christian Naß erhielt Mitte der 1920er Jahre den Auftrag, das Wappen auszuführen. So wurde es auch im Januar 1928 von der Archivdirektion genehmigt und am 31. Dezember 1929 vom Gemeinderat angenommen. Das damalige Sitzungsprotokoll schließt mit dem Satz: „Dies ist nun endgültig einstimmiger Beschluß.“ |

Flagge

1979 beantrage die Gemeindeverwaltung bei der Landesarchivdirektion das „Recht zur Führung einer Flagge“; diesem wurde Ende des Jahres stattgegeben. Im Juni 1986 wurde die grün-weiße Magstadter Fahne auch förmlich vom Magstadter Gemeinderat beschlossen.

### Gemeindepartnerschaften
Magstadt unterhält mit folgenden Gemeinden offizielle Partnerschaften:
- Bernsdorf, Sachsen, seit der deutschen Wiedervereinigung[18]
- Celenza sul Trigno, Italien, seit 1997

Gemeinsam mit der italienischen Partnergemeinde wurde regelmäßig das Brauereiplatzfest als traditionelles Straßenfest gefeiert.

## Wirtschaft und Infrastruktur
Bis ins 19. Jahrhundert lebten die Einwohner überwiegend von der Landwirtschaft. Nach und nach entwickelten sich Handwerk und Gewerbe im Ort, der große Gemeindewald wirkte hierbei förderlich. In den Jahren 1823/24 gab es innerhalb der knapp 2000 Einwohner 116 Handwerker.
Eine erste Industrialisierungswelle nutzte die großen Steinbrüche und die Korsettweberei. Sie endete in den 80er Jahren des 19. Jahrhunderts krisenhaft. Eine zweite Welle setzte dann um die Wende zum 20. Jahrhundert ein und hält – unterstützt durch die Großindustrie in Sindelfingen – an.

### Verkehr

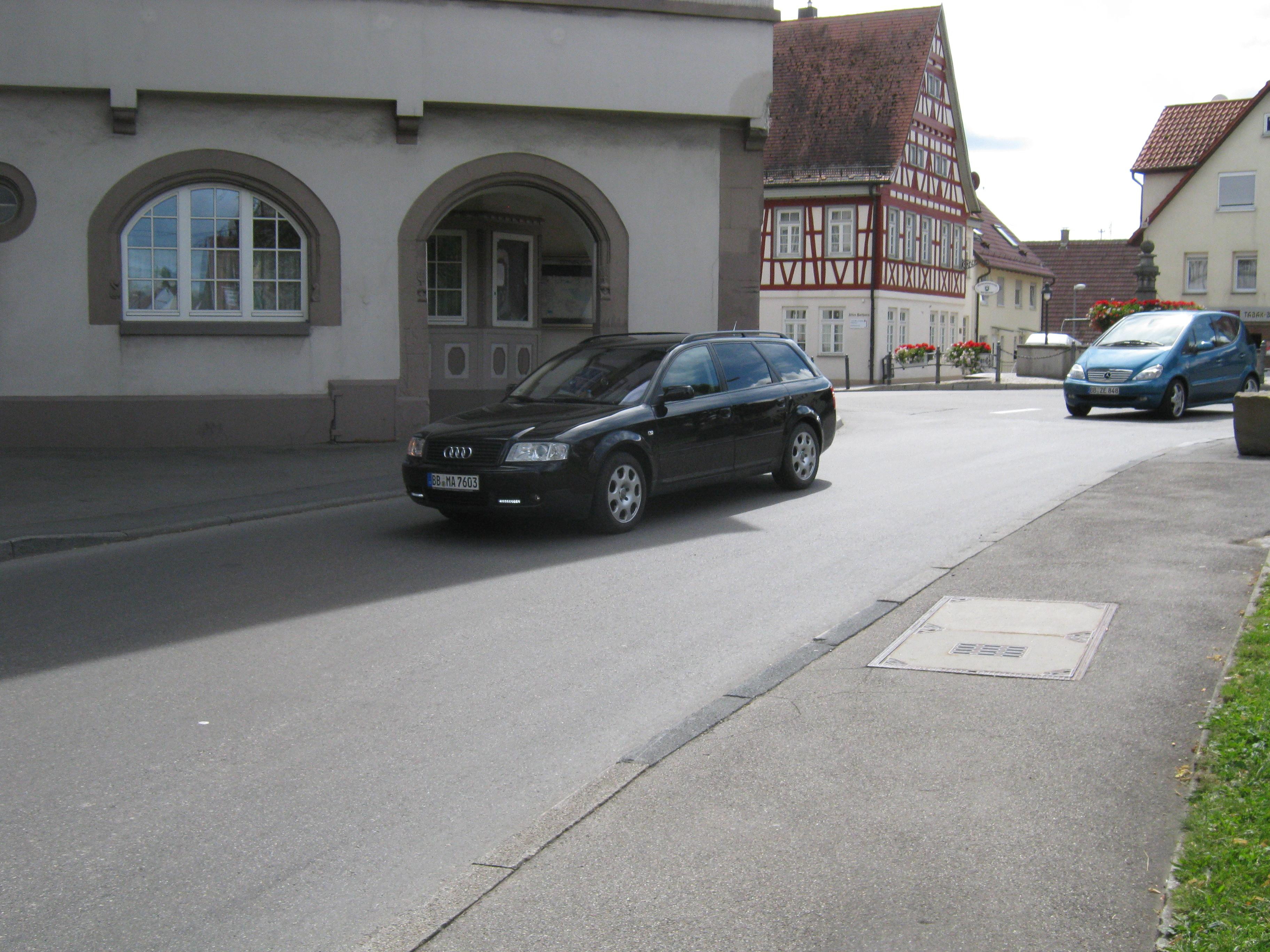
Ortsdurchfahrt von Magstadt (2011)

Ende März 2014 wurde der letzte Bauabschnitt der B 464 eingeweiht. Die Ortsdurchfahrt von Magstadt, die vorher zu einer der meist belasteten mit rund 20.000 PKW pro Tag in Baden-Württembergs gehörte, wurde damit wirkungsvoll vom Durchgangsverkehr entlastet. Im Rahmen des Magstadter Verkehrskonzepts wurden zusätzlich eine Südumfahrung errichtet und alle höhengleichen Bahnübergänge beseitigt. Zugleich wurde ein LKW-Durchfahrtsverbot mit Ausnahme des Lieferverkehrs erlassen. Ursprünglich war geplant, Magstadt an die Bundesautobahn 81 anzuschließen. Dieses Vorhaben wurde durch den Bau der B 464 und B 295 ersetzt. Die im Jahr 2003 begonnene Westumgehung wird als Ausweichstrecke für den Ausbau der A 81 bei Böblingen und Sindelfingen benötigt.
Um das Gewerbegebiet Ost an die überörtlichen Straßen anzubinden, befindet sich seit vielen Jahren eine Osttangente in Planung. Wegen Streitigkeiten und daraus resultierenden notwendigen Gutachten verzögert sich der Baubeginn. Ob und wann diese Maßnahme umgesetzt werden kann, ist nicht absehbar.

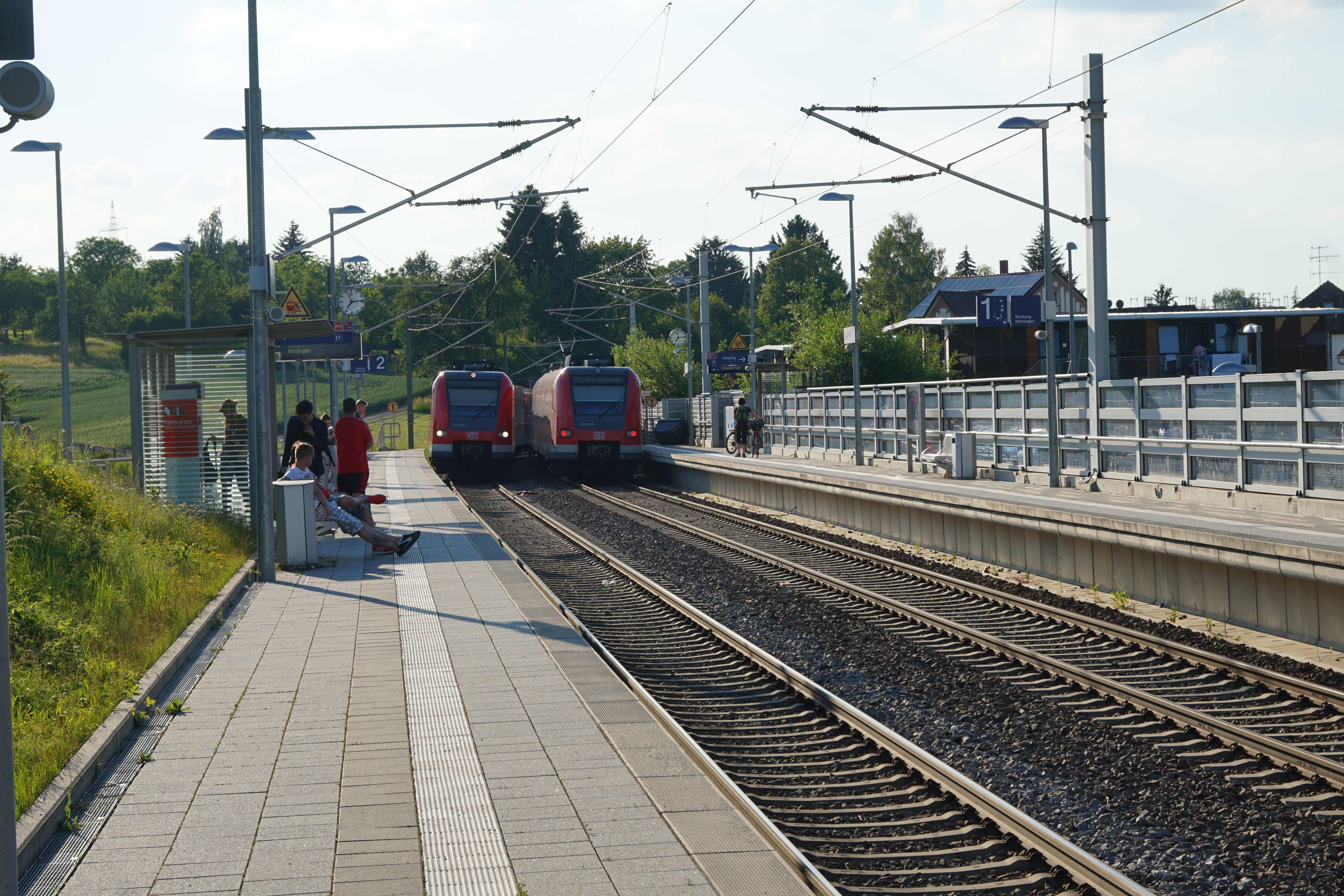
S-Bahn-Station Magstadt

Magstadt liegt an der Rankbachbahn (Renningen–Böblingen). 1970 wurde der Personenverkehr zwischen Sindelfingen und Renningen eingestellt, da im Zuge der geplanten Aufnahme des S-Bahn-Verkehrs Trassenkapazitäten für den Güterverkehr in Richtung Singen benötigt wurden. Ab 2008 wurde die Rankbachbahn zweigleisig ausgebaut und 2012 der S-Bahn-Betrieb aufgenommen. Die Linie S60 verbindet nun Magstadt mit Böblingen und Renningen. In Böblingen bestehen Übergangsmöglichkeiten zur S1 Richtung Herrenberg und Stuttgart sowie zur Schönbuchbahn. Werktags sind die Fahrten in Renningen über Leonberg nach Stuttgart durchgebunden, sonntags und abends muss umgestiegen werden; auch nach Weil der Stadt besteht direkte Umsteigemöglichkeit. Mit Aufnahme des Verkehrs der S60 wurde die frühere Buslinie 757 aufgegeben.
Es verkehrt die Buslinie 745 nach Maichingen. Zudem wird Magstadt durch die Schnellbuslinie X74 (Weil der Stadt–Ihinger Hof–Magstadt–Büsnau–Stuttgart Universität) des Magstadter Unternehmens Stäbler bedient. S-Bahn und Buslinien sind in den Verkehrs- und Tarifverbund Stuttgart (VVS) integriert.

### Bildungseinrichtungen
Magstadt verfügt mit der Johannes-Kepler-Schule über eine Gemeinschaftsschule mit Ganztagesbetreuung. Die fünf Kindergärten komplettieren das Bildungsangebot für Jüngere. Eine ebenfalls im Ort befindliche Ortsbücherei richtet sich an alle Bevölkerungsgruppen. Zusätzlich besteht im Neuen Schulhaus eine Zweigstelle der Volkshochschule Sindelfingen/Böblingen.

### Unternehmen
Mit Arlt hat eine der größten deutschen Computer-Handelsketten ihren Hauptsitz in Magstadt, ebenso der Fahrradhersteller Merida & Centurion. Außerdem ist die Salus-Gruppe mit dem Pflanzensaftwerk Walther Schoenenberger im Ort vertreten.
Die Gemeinde engagiert sich für Start-Ups und wurde dafür beim baden-württembergischen Landeswettbewerb als gründungsfreundliche Kommune 2018/2019 ausgezeichnet.

## Kultur und Sehenswürdigkeiten

### Bauwerke
Evangelische Kirche

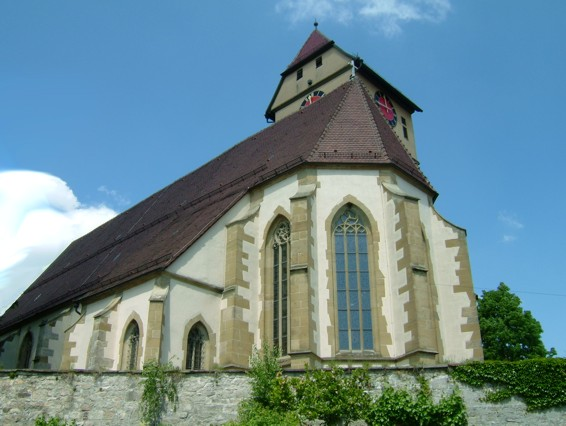
Evangelische Kirche (2004)

Der Ort Magstadt hatte schon früh eine Holzkapelle und später eine im 10. Jahrhundert entstandene Sandsteinkirche im romanischen Stil. An ihrer Stelle wurde ab ca. 1490 mit dem Bau einer neuen Kirche unter dem aus Magstadt stammenden Bebenhausener Abt Bernhard Rockenbauch begonnen. Der Stil der Chorseitenturmanlage ist spätgotisch, hervorzuheben sind die Sandsteinspitzbögen der Fenster. Die Kirche wurde 1511 geweiht. Es bestehen Differenzen über die Widmung. Von Gelehrten wird vermutet, dass sie dem Heiligen Georg gewidmet wurde, die Magstadter kennen ihre Kirche als Johannes-Täufer-Kirche. Für etwa 25 Jahre war die Kirche katholisch, dann wurde sie im Zuge der Reformation als württembergische Kirche evangelisch.
Die bestehende Kirche war einst Mittelpunkt einer mit dreifachem Mauerwall und Grabenanlage gesicherten Wehranlage. Besonders im südöstlichen Teil ist die innere Wehr- und Zwingmauer noch heute gut erhalten. Die Kirche war früher umgeben von einem Friedhof, auf dem bis zum ausgehenden 17. Jahrhundert Beerdigungen vorgenommen wurden. Einige Grabsteine aus dem 15.–18. Jahrhundert sind rund um die Kirche zu sehen.
Heute prägt die Kirche mit ihrem mächtigen Turm und den vier großen Zifferblättern das Bild des Magstadter Ortskerns.

### Naturdenkmäler

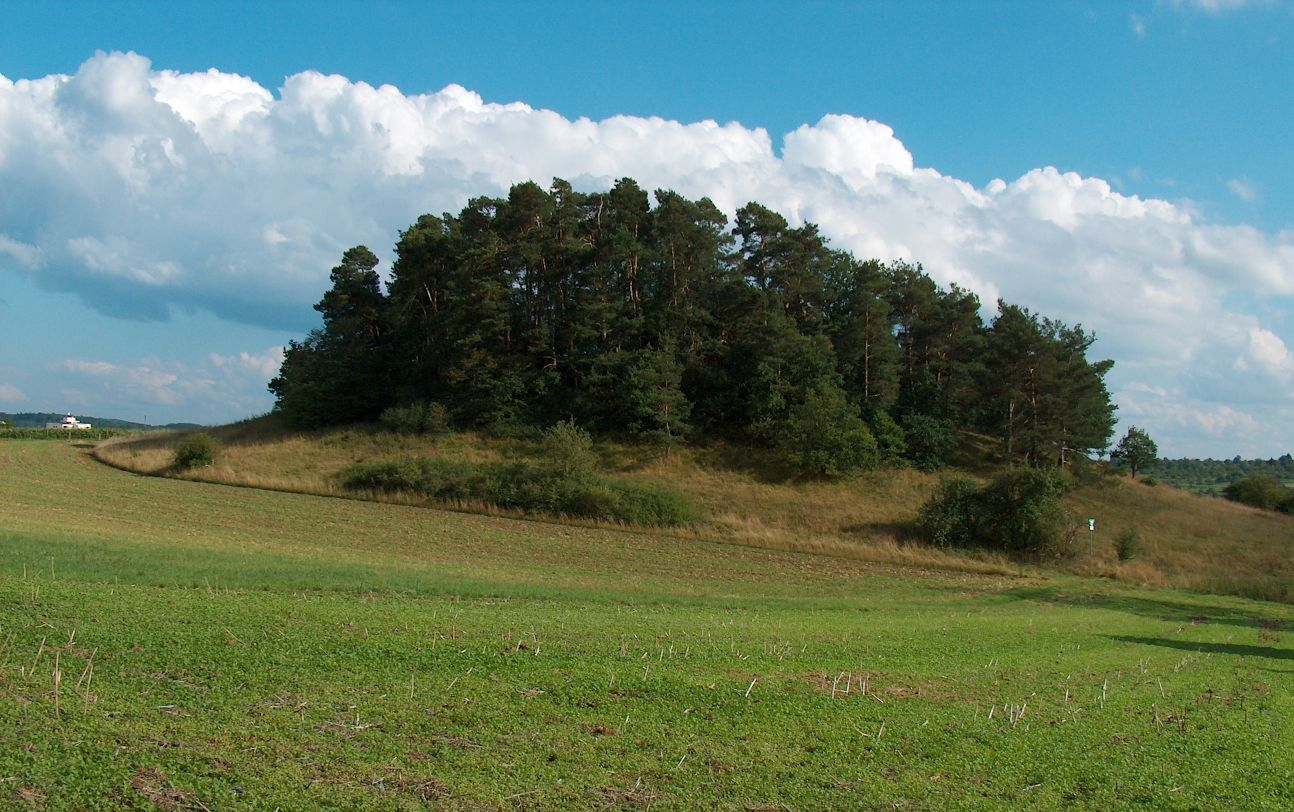
Der Ratberg aus Richtung Warmbronn

Der Ratberg befindet sich im Nordwesten Magstadts in Richtung Warmbronn. Beim Ratberg handelt es sich um einen flachen Hügel mit einem Durchmesser von 120 m und einer Höhe von 10 m, der aus Stubensandstein besteht. Der Ratberg entstand durch Reliefumkehr, er ist „nicht nur ein sagenumwobenes Stück geschützte Natur sondern auch das im Wappen verewigte Wahrzeichen von Magstadt“. Die Deutung des Namens Ratberg kann nicht eindeutig abgeleitet werden: Er könnte „nach der radförmigen Bergform benannt“ sein, andererseits war das Rad auch ein Hinrichtungswerkzeug. Die älteste Schreibweise Radeburg (laut der Urbare, 1350 u. 1381) weist jedoch auf eine Burg hin.
Der Naturerlebnispfad Magstadt führt an einigen Naturdenkmälern (wie z. B. den Bissinger Eichen) vorbei. Zusätzlichen gibt es weitere Stationen wie einen Barfußpfad und eine Aussichtsplattform sowie Schautafeln mit Informationen über vielfältige Themen. Erstellt hat sie der Arbeitskreis Natur und Umwelt der lokalen AGENDA 21 Magstadt in Zusammenarbeit mit dem örtlichen Forstrevier.

### Sport
Die Gemeinde zeichnet sich besonders durch die vielen Vereine aus, zu denen unter anderem der RV Pfeil gehört. Die Magstadter Simon Altvater und Nico Kunert wurden von 2001 bis 2006 sechsmal in Folge Weltmeister. Sie hielten ab dem 3. Juni 2000 den deutschen Rekord im Zweier-Kunstradfahren der Junioren und ab dem 9. März 2006 in der Männerklasse. Der RV Pfeil trägt jährlich im November das Magstadter Radcross aus. Das Rennen ist Teil der Cyclo-Cross-Bundesliga und wird auf dem WM-Kurs von 1969 und der deutschen Meisterschaften 2002 und 2010 ausgetragen.
Durch bauliche Eigenleistung des Radsportvereins wurde 2020 mit den Arrow-Trails eine Mountainbikestrecke eröffnet.
Zu den bekannten Vereinen gehört auch der Bogenclub Magstadt. In Württemberg gehört dieser Verein zu den größten und erfolgreichsten Bogensport-Vereinen. Wegen des einzigartigen Vereinsheimes, einer ehemaligen Wasserpumpstation, ist er oft in den Medien erwähnt worden. Die Bogenschützen des Clubs halten mehrere württembergische Rekorde und sind der Heimatverein von einigen Deutschen Meistern sowie Vizeweltmeistern.

### Regelmäßige Veranstaltungen
- Funkenfeuer (Samstag nach Aschermittwoch): Brauch, nach dem zur Wintersonnenwende die bösen Geister vertrieben werden sollen[34]
- Maifest (1. Mai): mit Fisch des Angelsportvereins Magstadt 1970 e. V. am Hölzersee[35]
- Rießfest (Ende Juni): Veranstaltung im Rießgarten des Liederkranz Magstadt 1839 e. V.[36]
- Fleckenfest (Mitte Juli): Fest auf dem Marktplatz, wird von der Arbeitsgemeinschaft örtlicher Vereine Magstadt ausgetragen.[37]
- Rotsteinbruchfest (letztes Sommerferienwochenende): Veranstaltung zum offiziellen Abschluss des jährlichen Sommerferienprogramms im alten Steinbruchgelände des CVJM Magstadt e. V.[38]
- Adventsmarkt (Samstag vor dem ersten Advent): Weihnachtsmarkt lokaler Vereine und Gruppierungen zum Ersten Advent.[39]

## Persönlichkeiten

### Söhne und Töchter der Gemeinde
- Christian Friedrich Lautenschlager (* 13. April 1877 in Magstadt; † 3. Januar 1954 in Untertürkheim), Mechaniker und Rennfahrer
- Karl Stähle (* 15. Juli 1944 in Magstadt; † 4. Oktober 2019 ebenda), Glasermeister und Radrennfahrer
- Ingrid Riezler-Kainzner (* 20. Mai 1959 in Magstadt), österreichische Politikerin (SPÖ)
- Helge Burggrabe (* 17. Juni 1973 in Magstadt), Musiker, Komponist

### Persönlichkeiten, die im Ort gewirkt haben
- Wolfgang Renner (* 1947), ehemaliger Radsportler und Unternehmer (Centurion).